# Činžat
Činžat este o localitate din comuna Lovrenc na Pohorju, Slovenia, cu o populație de 156 de locuitori.